# Нове Леп'єво
Нове Ле́п'єво (рос. Новое Лепьево, ерз. Од Лепию) — присілок у складі Ковилкінського району Мордовії, Росія. Входить до складу Мамолаєвського сільського поселення.
Населення — 382 особи (2010; 426 у 2002).
Національний склад станом на 2002 рік:
- мордва — 99 %